# Cylindroiulus bouvieri
Cylindroiulus bouvieri är en mångfotingart som beskrevs av Henri W. Brölemann. Cylindroiulus bouvieri ingår i släktet Cylindroiulus och familjen kejsardubbelfotingar. Inga underarter finns listade i Catalogue of Life.